# Wortelstok

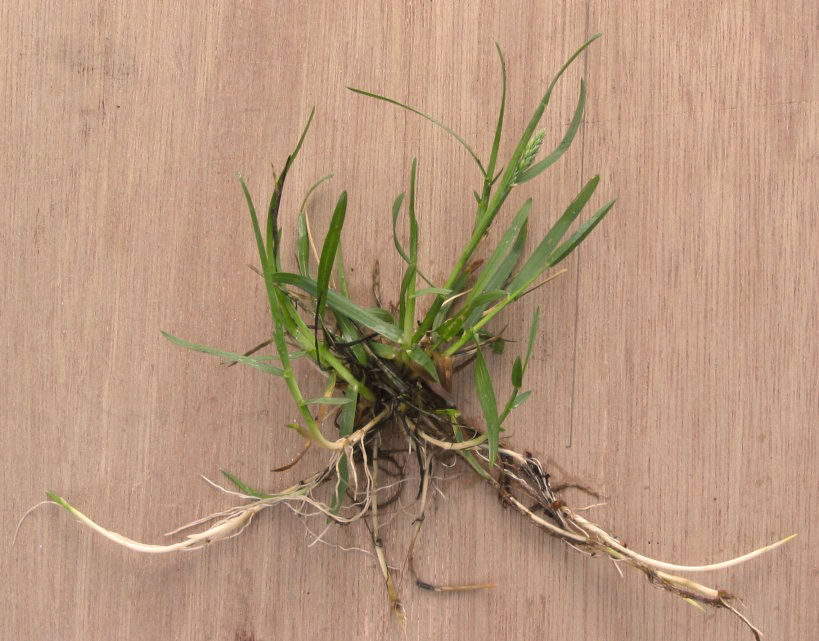
Veldbeemdgras met wortelstokken.

Een wortelstok of rizoom (rhizoma) is een ondergrondse, meestal horizontaal lopende, al of niet opgezwollen stengel. Het eind van de wortelstok buigt vaak weer omhoog en vormt zo een nieuwe plant.
Soms is het moeilijk te zien of het een wortelstok of een wortel is. Wortels hebben echter nooit knopen of bladeren. Wortelstokken hebben altijd knopen met of zonder bladeren. Als er geen bladeren aan zitten, zijn de bladlittekens nog wel te zien. Op elke knoop van de wortelstok kan een nieuwe plant gevormd worden. Bij het in stukken breken kunnen zo veel nieuwe planten ontstaan. Soorten met wortelstokken als kweek (Elytrigia repens), grote brandnetel (Urtica dioica) en zevenblad (Aegopodium podagraria) worden soms beschouwd als zeer hardnekkige onkruiden. Een invasieve exoot die veel overlast kan veroorzaken is Japanse duizendknoop (Fallopia japonica).

## Voorbeelden

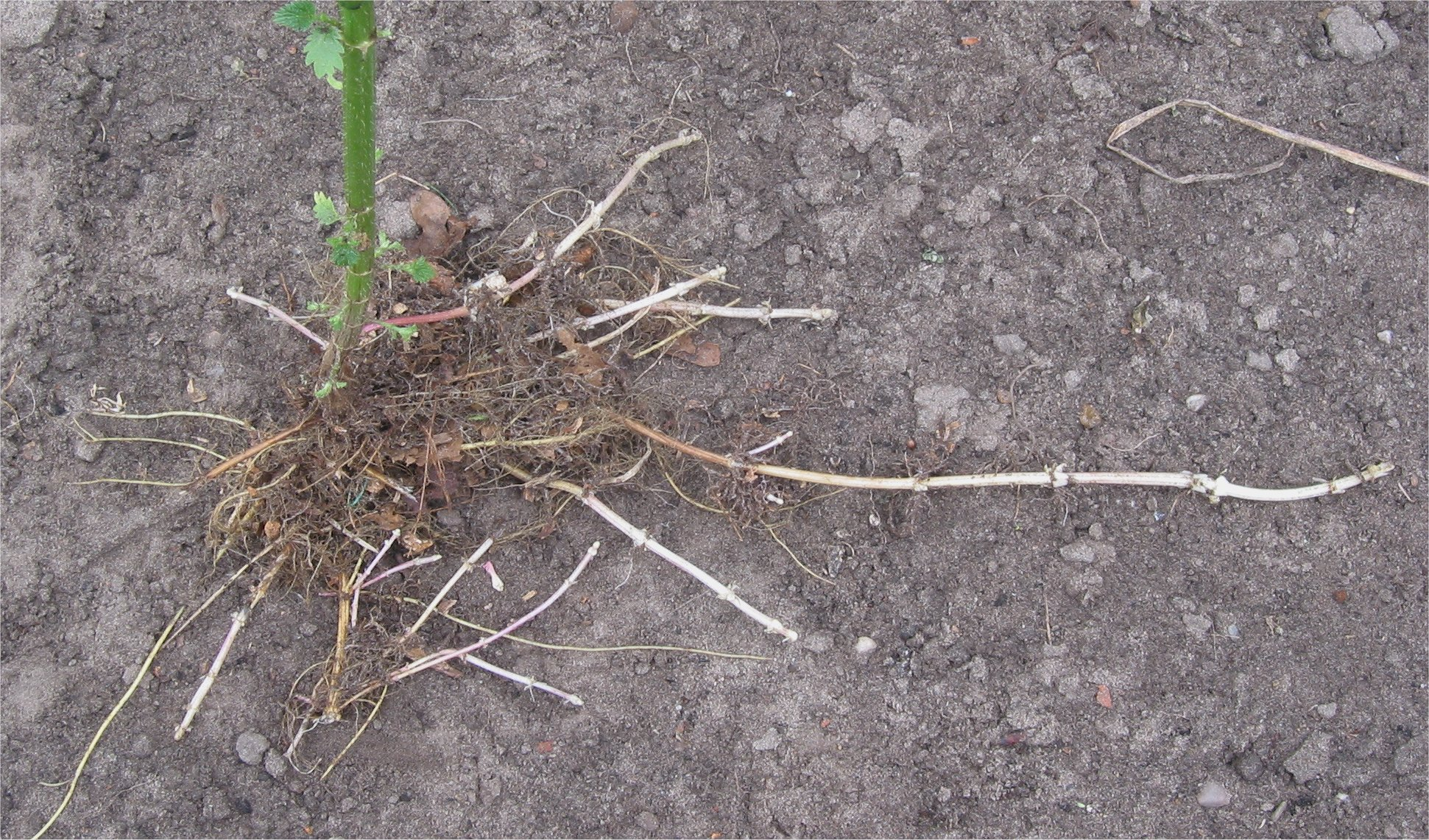
Grote brandnetel
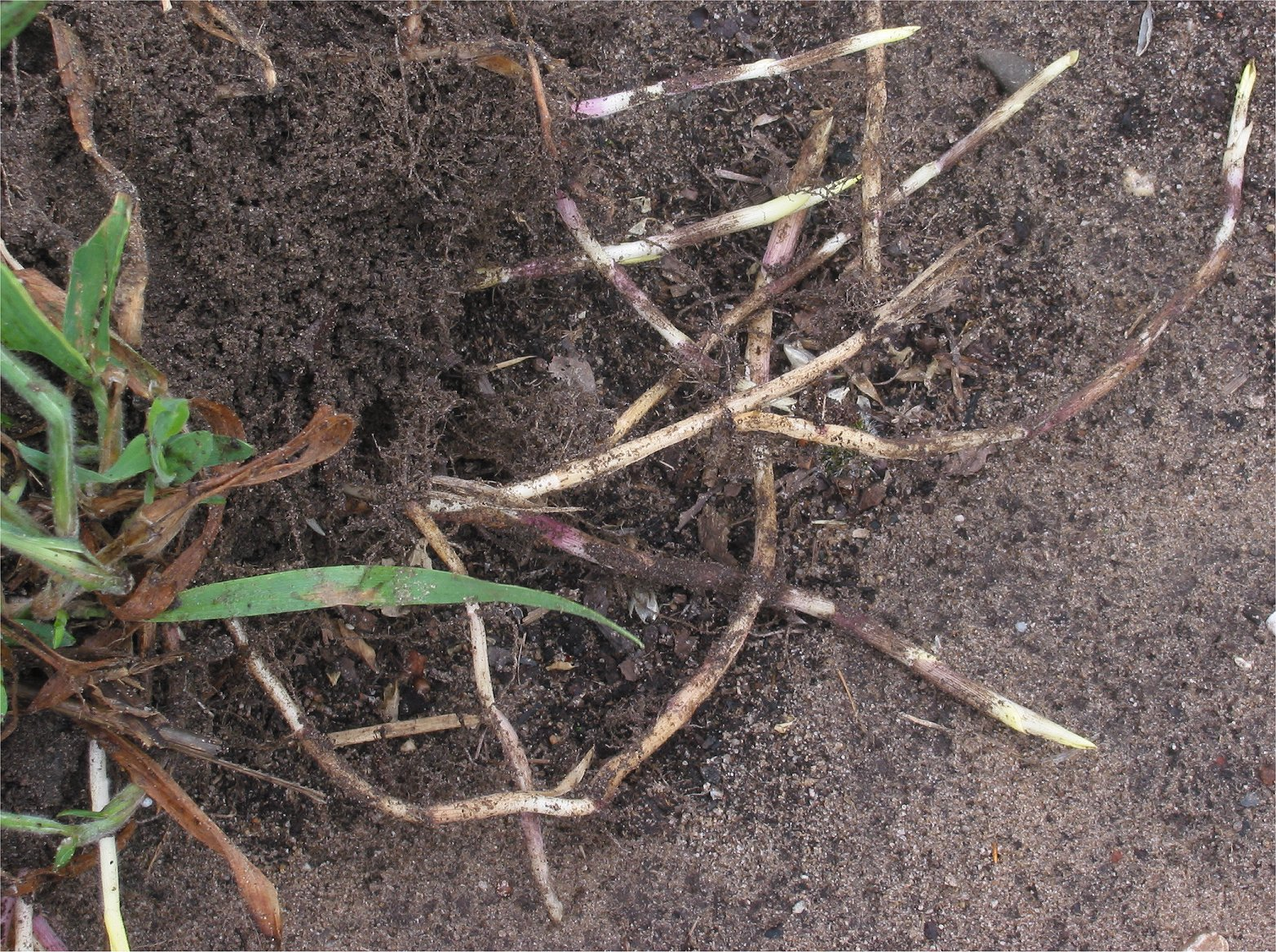
Gladde witbol
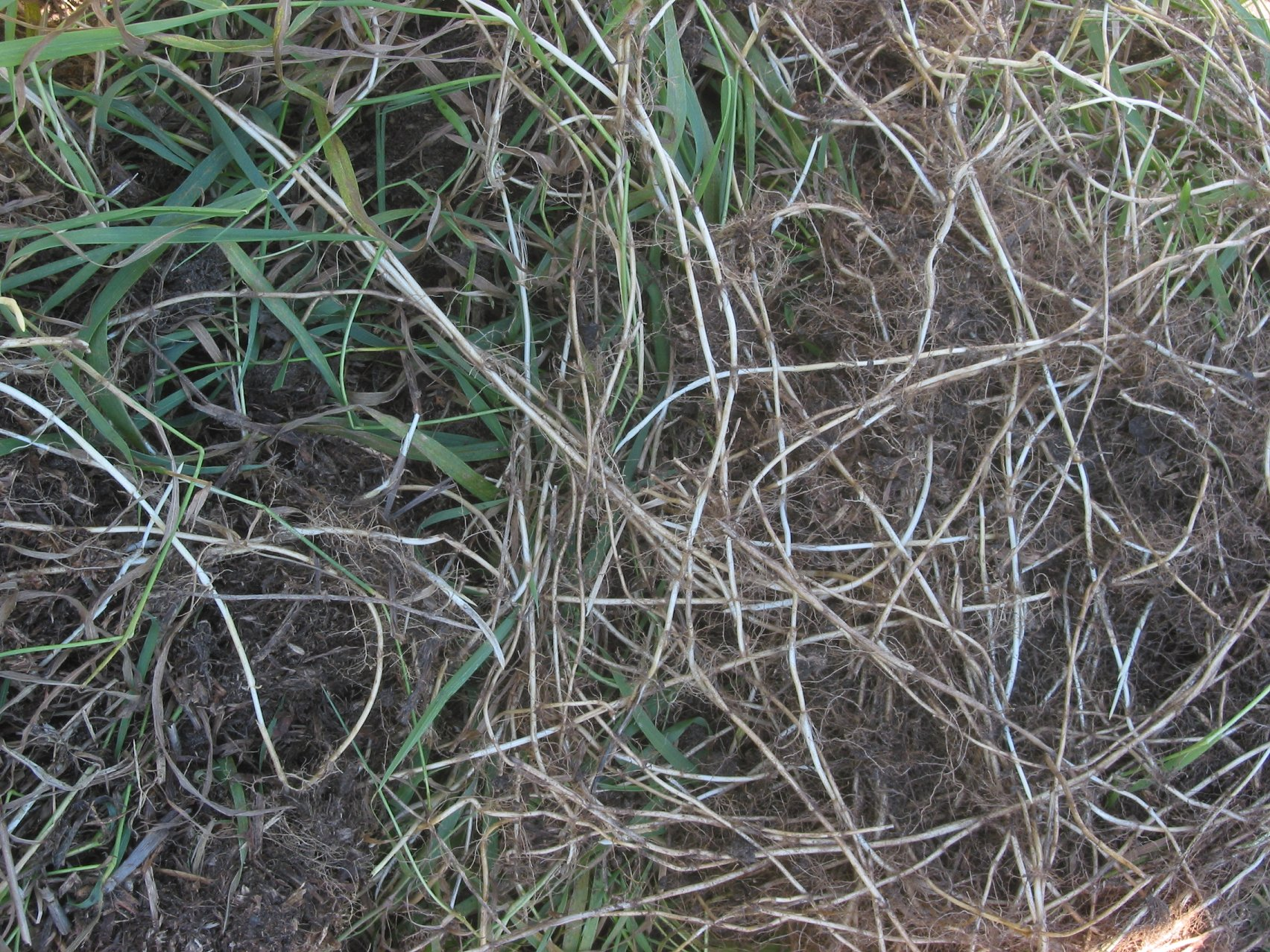
Kweek
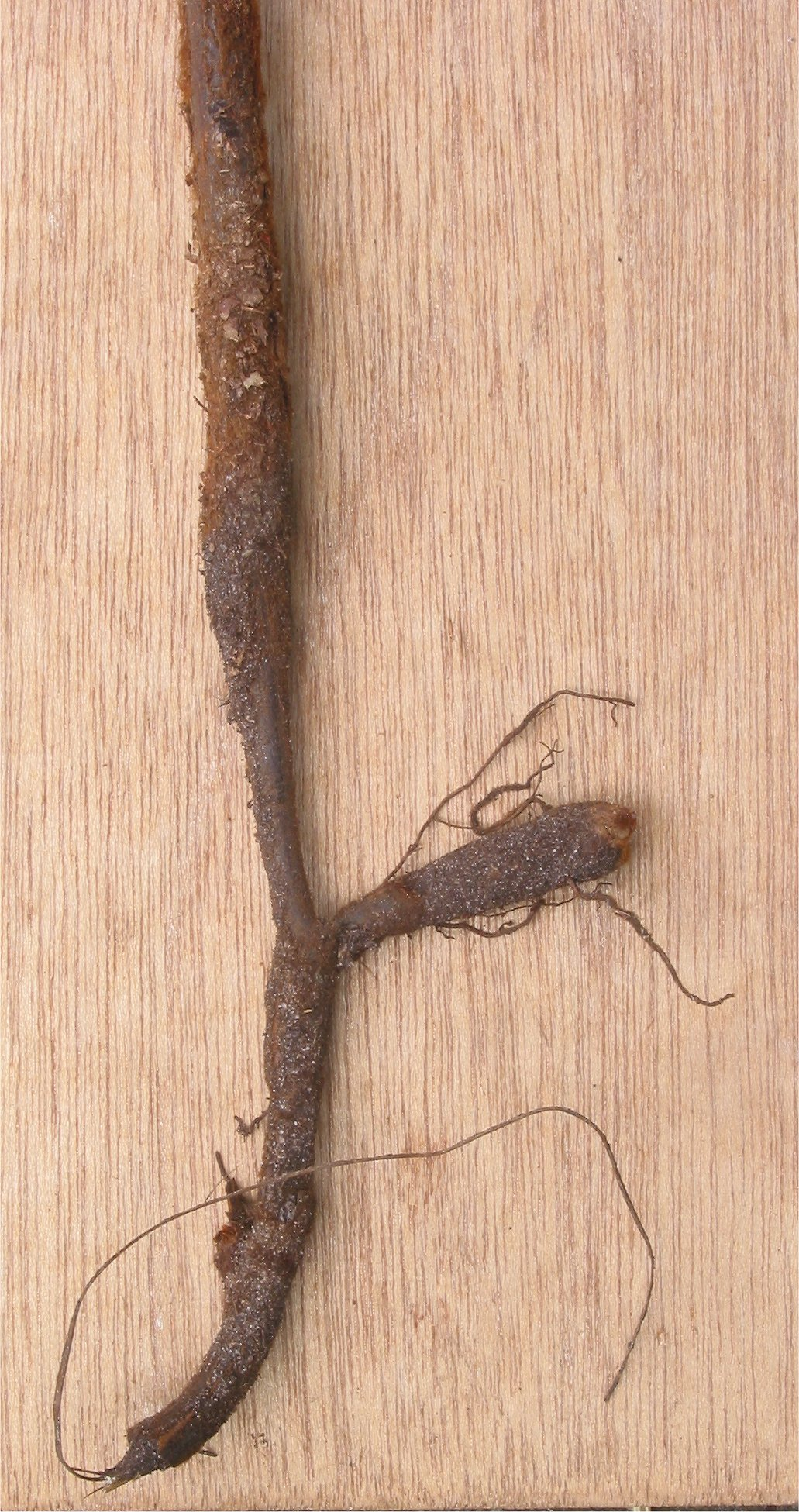
Adelaarsvaren
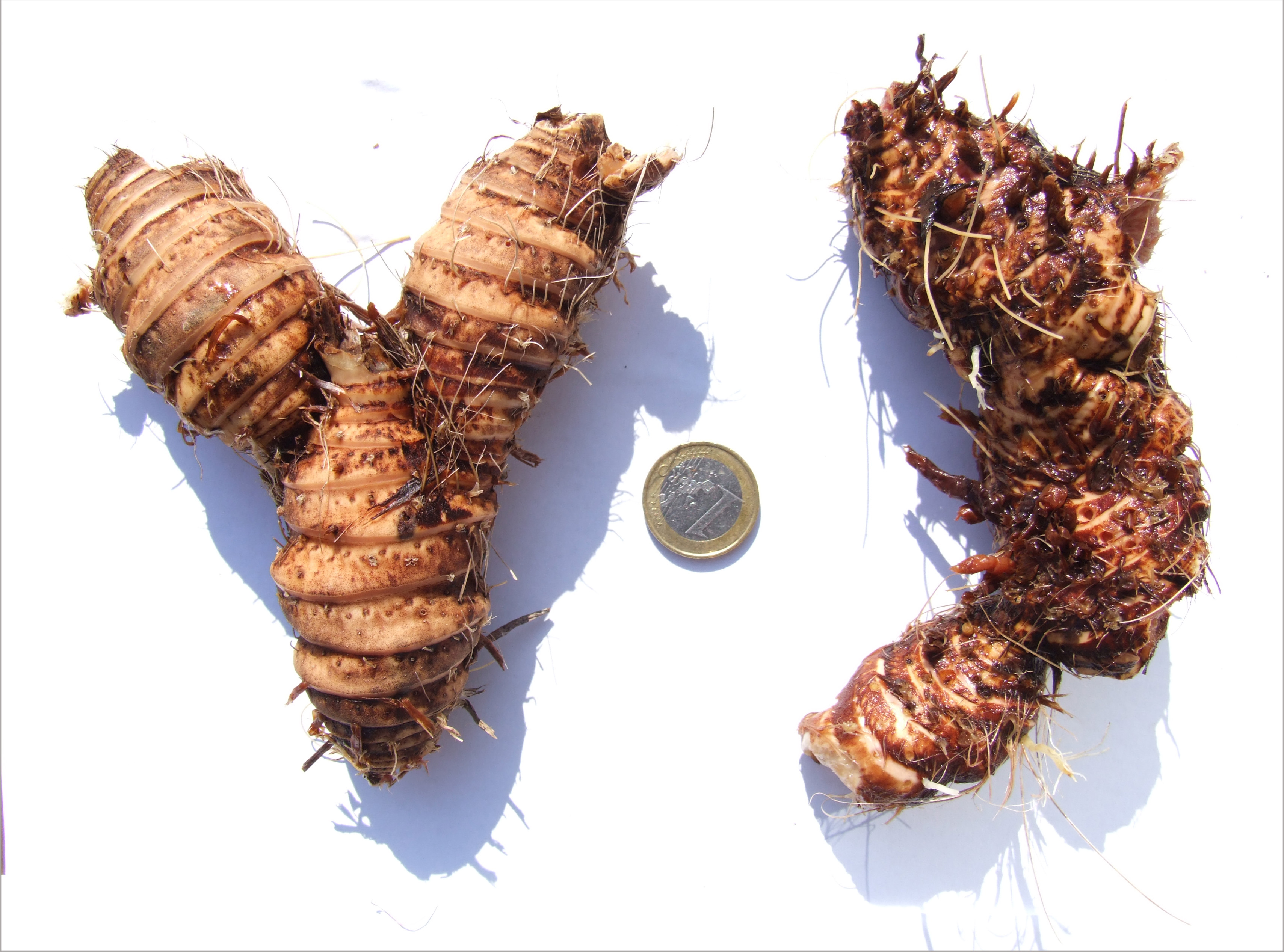
Gele lis
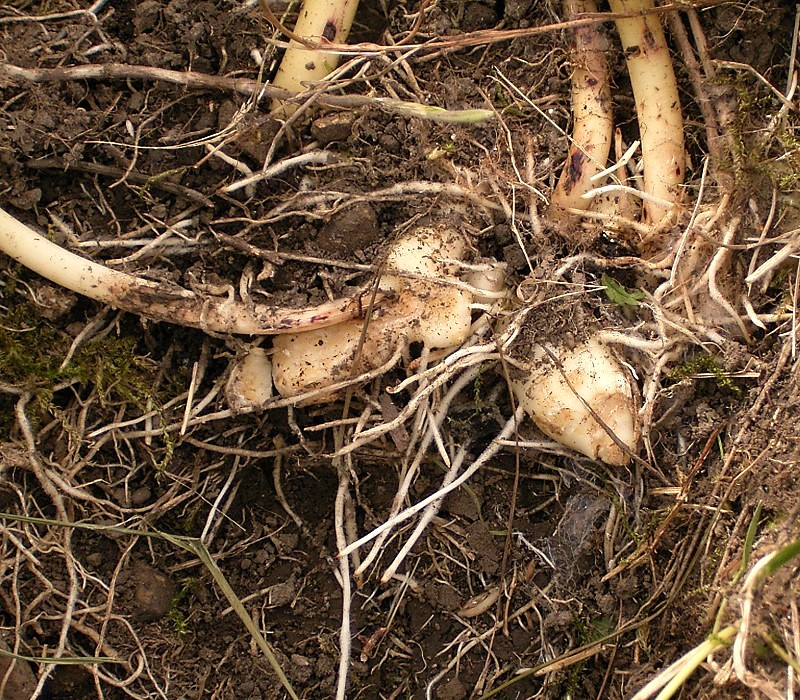
Gewone salomonszegel
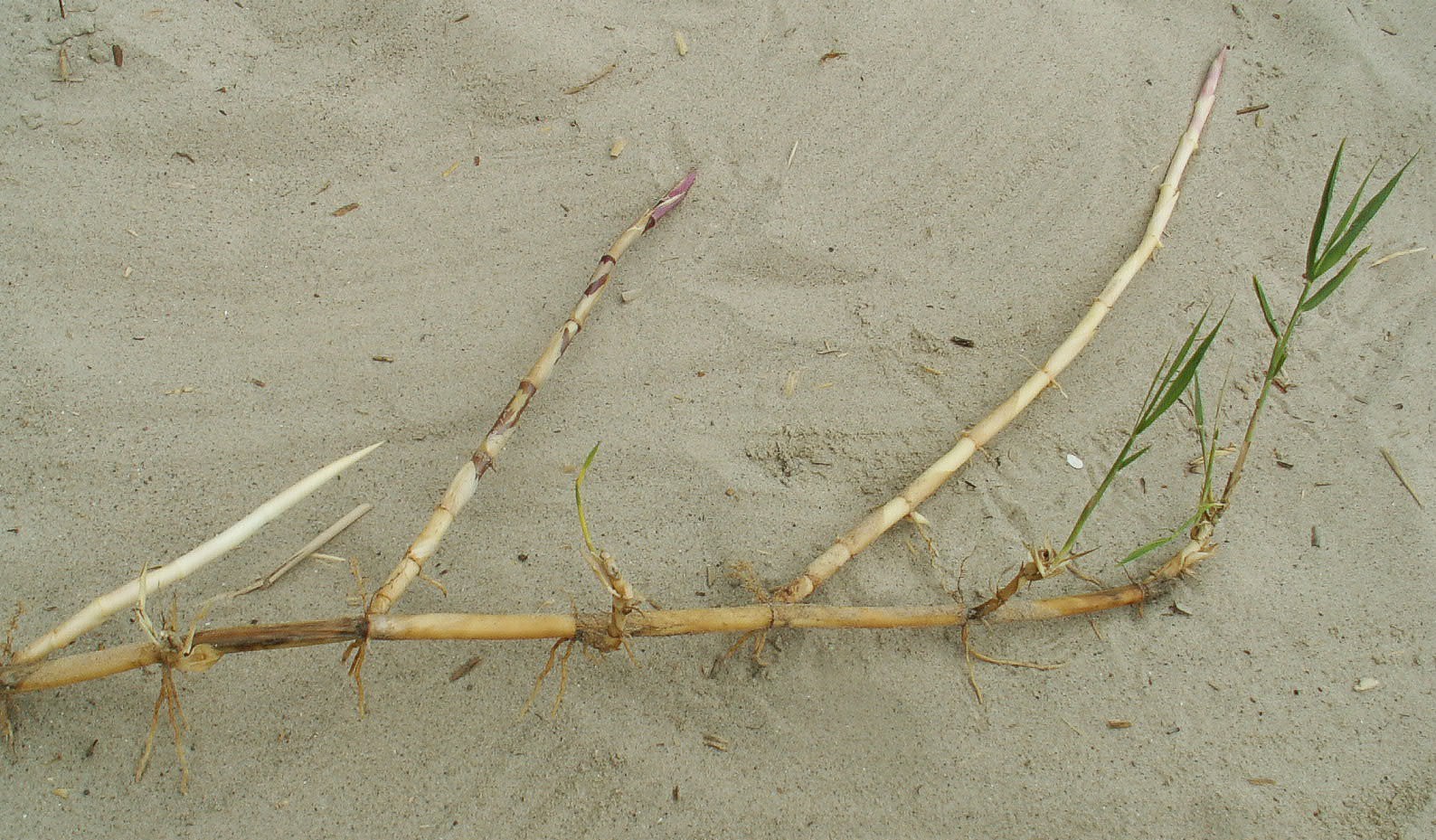
Riet
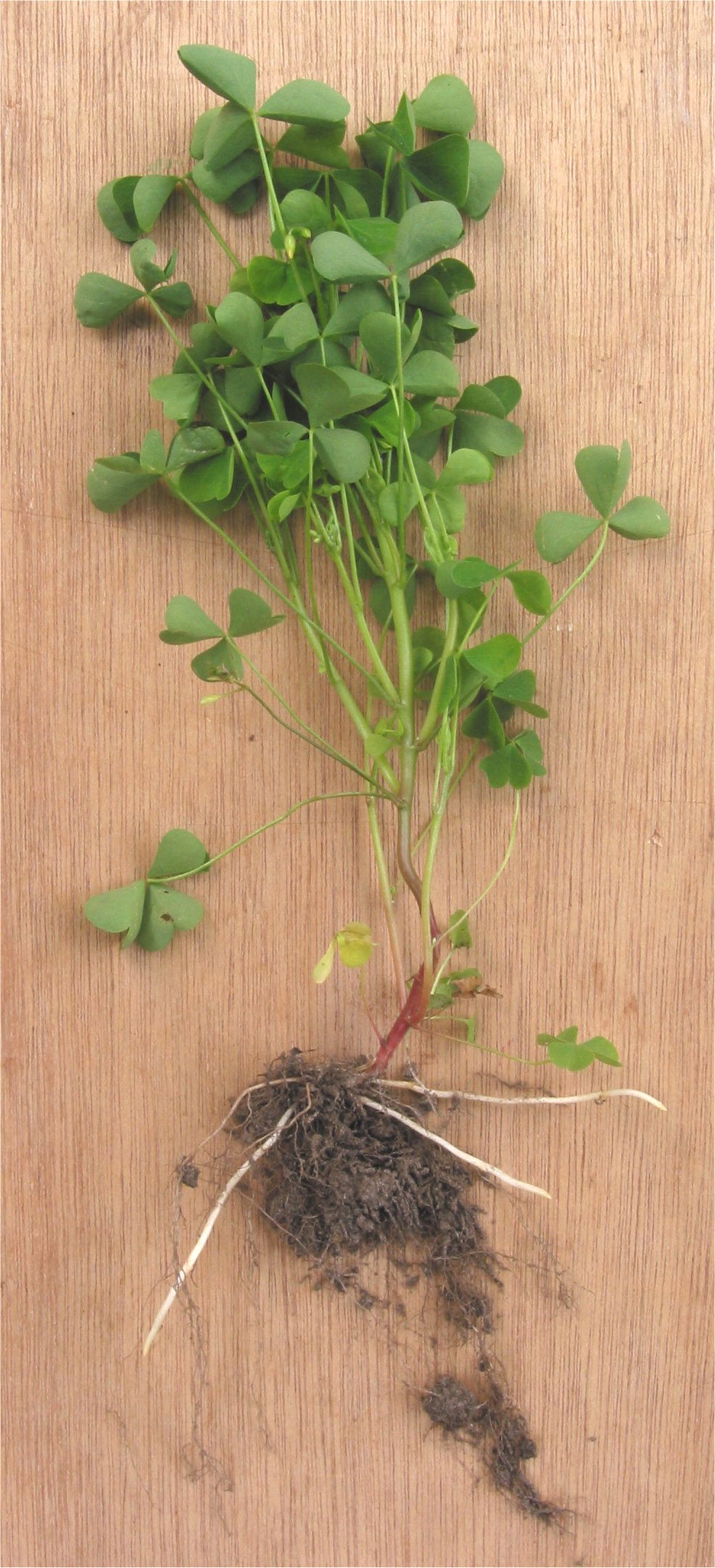
Stijve klaverzuring
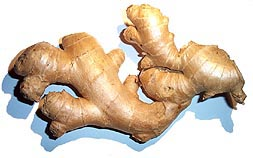
Gember
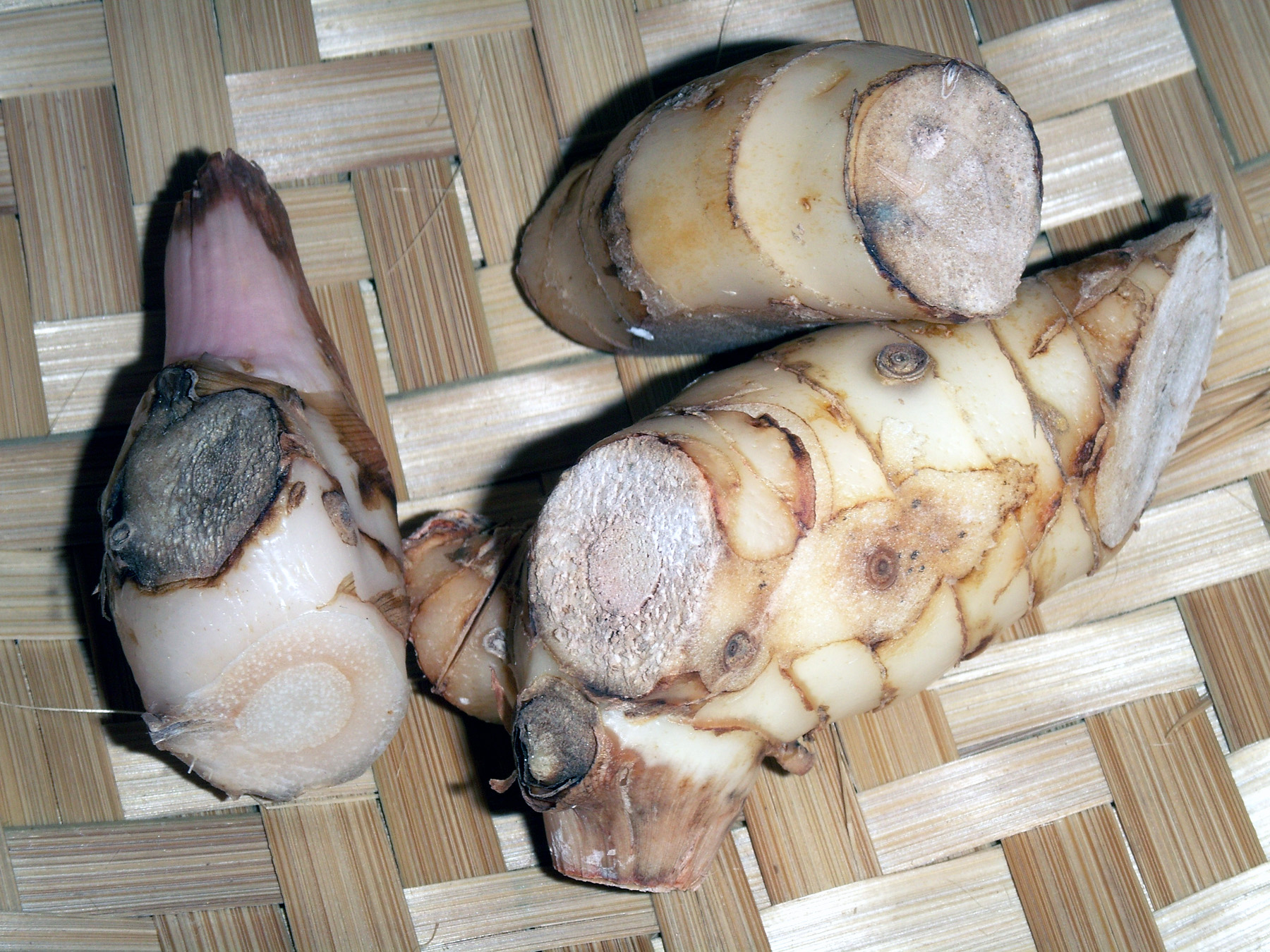
Laos
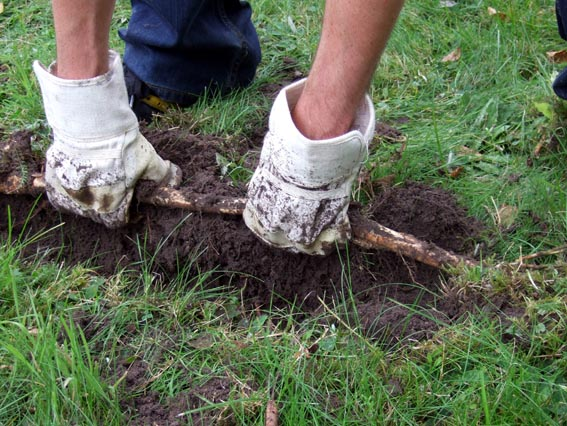
Japanse duizendknoop